# Jimmy Walker (football)
Pour les articles homonymes, voir Jimmy Walker et Walker.
James Barry Walker dit Jimmy Walker (né le 9 juillet 1973 à Sutton-in-Ashfield) est un footballeur anglais. Il évolue au poste de gardien de but. 